# Balam
Balam ili Balan, u demonologiji, pedeset i peti duh Goecije koji zapovijeda s četrdeset legija demona. Nekoć je pripadao anđelima i nebeskom poretku. Ima tri glave: bivolju, ljudsku i ovnovu, plamteće oči, grub glas i zmijski rep. Jaše na medvjedu i u ruci nosi sjekiricu.
Pozna sve što se dogodilo u prošlosti, sadašnjosti i budućnosti. Nezamjetljive, povučene osobe može učiniti središtem pažnje. Podučava mudrosti, lukavosti i vještini da osoba vidi stvari, a da je nitko drugi ne vidi.